# Nadine Noordam
Nadine Noordam (Delft, 29 juli 1998) is een Nederlands voetbalspeelster, die van 2015 tot 2021 als middenvelder uitkwam voor ADO Den Haag. Sinds 2021 speelt zij voor Ajax. Bij Ajax speelde ze 105 officiële wedstrijden, en werd ze kampioen, won ze de KNVB-beker en kwam ze tot de kwartfinale van de Champions League. In januari 2025 werd bekend dat ze wordt overgenomen door Brighton & Hove Albion en in de Engelse competitie gaat spelen.

## Statistieken
| Seizoen | Club                       | Land      | Competitie              | Wedstrijden | Doelpunten |
| ------- | -------------------------- | --------- | ----------------------- | ----------- | ---------- |
| 2014/15 | ADO Den Haag               | Nederland | Eredivisie              | 1           | 0          |
| 2015/16 | ADO Den Haag               | Nederland | Eredivisie              | 21          | 2          |
| 2016/17 | ADO Den Haag               | Nederland | Eredivisie              | 26          | 6          |
| 2017/18 | ADO Den Haag               | Nederland | Eredivisie              | 25          | 7          |
| 2018/19 | ADO Den Haag               | Nederland | Eredivisie              | 21          | 3          |
| 2019/20 | ADO Den Haag               | Nederland | Eredivisie              | 12          | 0          |
| 2020/21 | ADO Den Haag               | Nederland | Eredivisie              | 20          | 3          |
| 2021/22 | Ajax                       | Nederland | Eredivisie              | 24          | 5          |
| 2022/23 | Ajax                       | Nederland | Eredivisie              | 18          | 1          |
| 2023/24 | Ajax                       | Nederland | Eredivisie              | 17          | 3          |
| 2024/25 | Ajax                       | Nederland | Eredivisie              | 12          | 3          |
| 2024/25 | Brighton & Hove Albion WFC | Engeland  | FA Women's Super League | 0           | 0          |
| Totaal  | Totaal                     | Totaal    | Totaal                  | 197         | 33         |

Laatste update: jan 2025